# Fortes fortuna adiuvat
Fortes fortuna adiuvat (bzw. in seiner ursprünglich altlateinischen Form: Fortis fortuna adiuvat) ist ein lateinisches Sprichwort.

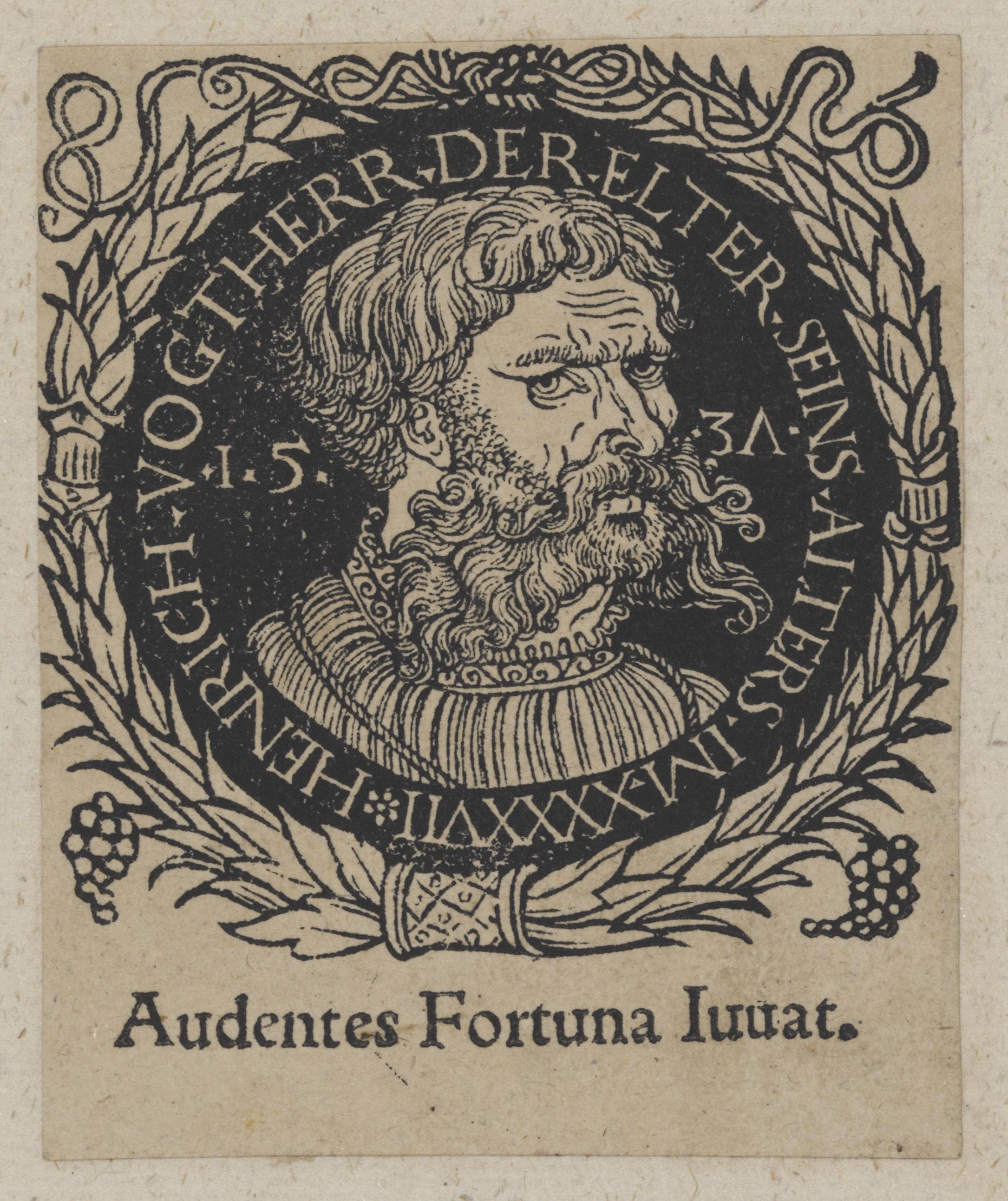
Bildnis Heinrich Vogtherrs des Älteren mit Bildunterschrift Audentes Fortuna Iuuat (i. e. iuvat)

Es lässt sich übersetzen als „Den Mutigen/Tapferen/Tüchtigen hilft das Glück“. Als ursprüngliche Konnotation darf die Personifikation des Glücks als Göttin Fortuna nicht vergessen werden.
Es wird in der altlateinischen Form von Terenz im Phormio (I,4,203) verwendet, von Livius zweimal – einmal als „fortes fortunam iuvare“ (Ab urbe condita [A. U. C.] 8,29,6), einmal als „fortes fortunam adiuvare“ (A. U. C. 34,37,5; jeweils ein AcI) – und von Cicero in den Tusculanae disputationes (II,4,11) als altes Sprichwort bezeichnet.
Ähnlich zitiert es auch Vergil – archaisierend in altlateinischer Form – in der Aeneis (10,284): „Audentis fortuna iuvat“ („Die Wagemutigen unterstützt Fortuna.“) und Tibull in seinen Elegien (I,2,16): „Fortes adiuvat ipsa Venus“ („Venus selbst hilft den Mutigen“). während es bei Ovid in den Metamorphosen heißt (Met. 10,586): „Audentes deus ipse iuvat“ („Den Wagemutigen steht eine Gottheit selbst bei“), und in den Fasten (2,782) variiert er dies zu „Audentes forsque deusque iuvat“ („Den Wagemutigen helfen sowohl der Zufall als auch eine Gottheit“).
Plinius der Jüngere legt das Zitat seinem Onkel (Plinius der Ältere) in den Mund, als er beschreibt, wie dieser mit dem Schiff aufbricht, um Flüchtende vor dem ausbrechenden Vesuv zu retten (Plin. ep. 6, 16, 11).
Zurückgehen soll die Sentenz auf den griechischen Dichter Simonides von Keos, wie Claudian in seiner Epistola ad Probinum (Ep. 4,9) anführt: „Fors iuvat audentes, Cei sententia vatis“ („Das Glück hilft den Mutigen, nach dem Ausspruch des Dichters von Keos“). Nach anderer Textüberlieferung lautet das Zitat allerdings „prisci sententia vatis“ („nach dem Ausspruch des Dichters aus früher Zeit“).
Eine weitere bekannte Variation ist „Audaces fortuna iuvat.“

## Moderne Verwendung

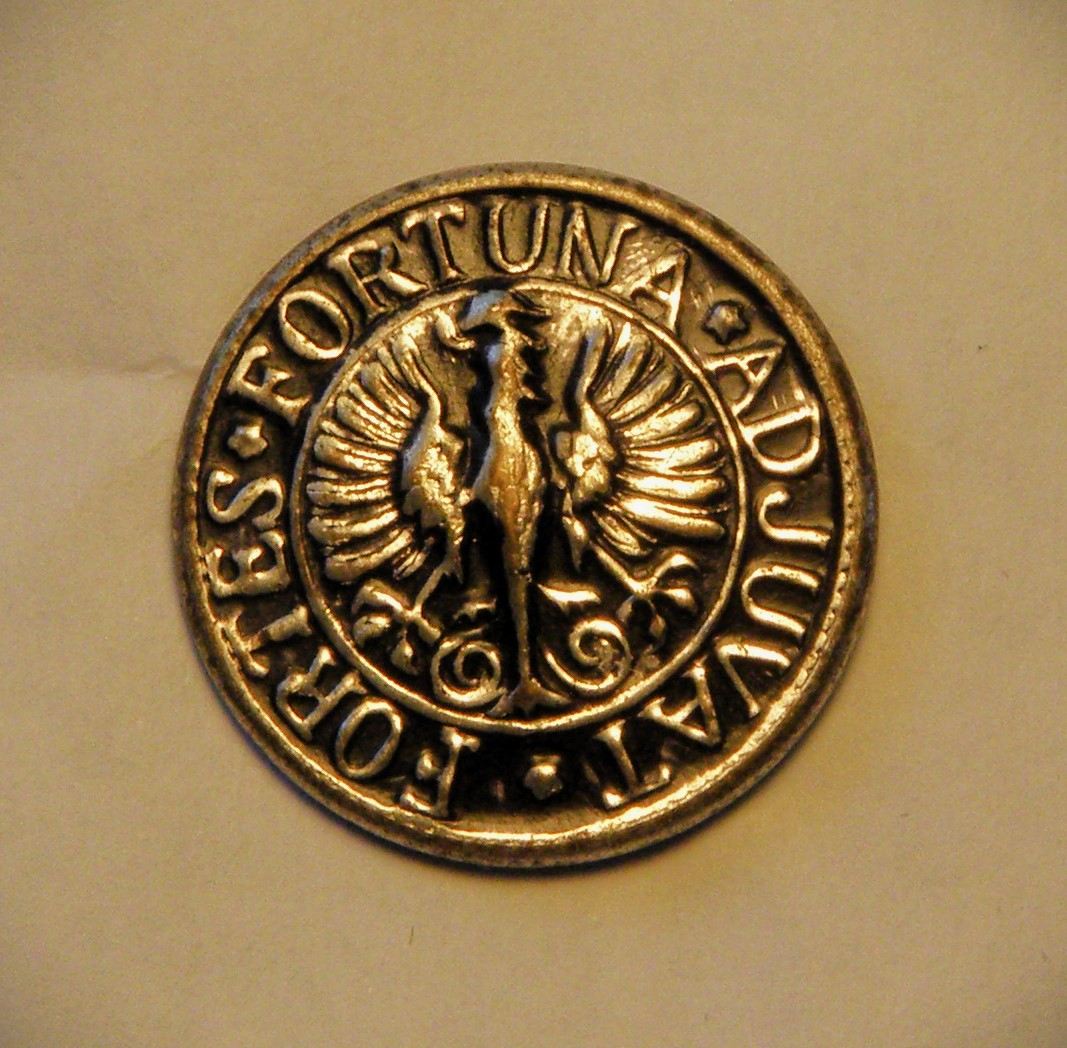
Uniformknopf

Das Sprichwort ist der Wahlspruch der 2. Kompanie des Logistikbataillons 471 der deutschen Bundeswehr und wird dort im Kompaniewappen geführt. Die 3./PzBtl 241 in Kirchham bei Pocking führte diesen Wahlspruch an ihrem Kompaniegebäude. Der Spruch wurde beim Kompaniewappen der 2. Jägerkompanie vom Jägerbataillon 12 des österreichischen Bundesheeres aus Amstetten ebenfalls verwendet.
Ferner ist es der Leitsatz der deutschen Bundespolizei-Fliegergruppe (und seiner Fliegerstaffeln). Als solcher ist der Satz auch auf dem Boden einer speziell für die Bundespolizei entworfenen Fliegeruhr von Junkers eingraviert.
Das Sprichwort ist auch der Wahlspruch im Wappen des Schiffs Nicholson sowie in der Vergilvariante „Audentis Fortuna Iuvat“ des multinationalen Allied Command Europe Rapid Reaction Corps (ARRC) in Innsworth, England.
Die Variante „Audaces fortuna iuvat“ ist das Motto der Comandos, einer Spezialeinheit des Portugiesischen Heeres, und der Montpelier.

## Trivia
Die Figur John Wick des gleichnamigen Films trägt die altlateinische Variation "Fortis fortuna adiuvat" als Tattoo auf dem Rücken.
Auch in Star Trek: Deep Space Nine verwendet Captain Sisko diesen Ausspruch, als er einer Übermacht des Dominion gegenübersteht. (Staffel 6, Folge 5)
Mithin wird im Videospiel Kingdom Come: Deliverance II der Ausruf zu einem Leitspruch des Charakters Hans Capon und dem Protagonisten Heinrich aus Skalitz.